# Кипро-генуэзская война
Кипро-генуэзская война — вооружённый конфликт между Кипрским королевством и Генуэзской республикой, проходивший в 1373—1374 годах на территории острова Кипр и закончившийся полным поражением киприотов. Поражение Кипрского королевства в этой войне позволило генуэзцам аннексировать главный торговый порт Кипра город Фамагусту и привело к наложению на Кипрское королевство непомерной контрибуции, в результате чего королевство безвозвратно утратило своё экономическое благосостояние и политическое могущество.

## Причины и предпосылки войны
Генуэзская республика обеспечила себе привилегированное положение на Кипре ещё в 1232 году, благодаря чему генуэзцы на острове всегда выделялись как наиболее независимые от королевской власти иностранцы. Больше всего эта ситуация раздражала их традиционных торговых и политических соперников венецианцев. Кипрским королям оставалось лишь балансировать между интересами этих двух средиземноморских республик и пытаться гасить их периодические конфликты на острове. В 1365 году король Пьер I де Лузиньян в очередной раз подтвердил обширные торговые и административные привилегии генуэзцев.
Поводом к генуэзскому вторжению на Кипр послужили события, произошедшие непосредственно после коронации Пьера II де Лузиньяна (1369—1382) королём Иерусалимским 12 октября 1372 года в Фамагусте. Во время коронации в соборе Святого Николая венецианцы заняли место по правую сторону от короля, традиционно принадлежавшее генуэзцам. Последние громко выразили свой протест, однако конфликт удалось погасить. Во время последовавшего за коронацией пира произошла вооружённая стычка между генуэзцами и венецианцами, в результате которой были убитые и раненые. Недовольное засильем генуэзцев население Фамагусты стихийно вышло на улицы и начало грабить генуэзские склады, магазины, конторы и дома. Многие генуэзцы были убиты и ранены.
После того как беспорядки утихли, король с гостями вернулись к празднествам. При этом к королю был вызван генуэзский подеста Антонио ди Нигроне, который был обвинён в организации вооружённых беспорядков и попытке сорвать празднование коронации. Король потребовал от Нигроне письменных объяснений, однако так и не принял их впоследствии, сославшись на занятость. Возможность урегулировать надвигающийся кипро-генуэзский конфликт путём переговоров была утеряна именно по причине апатичного поведения короля Пьера II. Более того, король своими необдуманными действиями сам шёл на обострение конфликта. Оправившиеся через несколько дней от шока генуэзцы потребовали от короля компенсации ущерба, возврата похищенных во время погрома финансовых документов и наказания виновных. Недолго думая, король приказал арестовать всех генуэзцев, бывших на его коронации, обвинив их в том, что они явились на праздник с оружием. Начался панический исход генуэзцев с Кипра и резкий отток генуэзских капиталов (по оценке хронистов, в спешном порядке было увезено около двух миллионов дукатов). Предпринятые правительственные меры оказались запоздалыми и не смогли остановить массовую генуэзскую эвакуацию.
Последовавшая после этого дипломатическая кампания Кипра по поиску союзников против Генуи и оправданию своих действий в глазах папы римского Григория XI также провалилась: никто не хотел ввязываться в кипро-генуэзский конфликт, а папа в начале весны 1373 года потребовал от Кипра наказать венецианцев, виновных в начале беспорядков, и вернуть генуэзцам их имущество, отнятое во время погромов в Фамагусте.
Вполне возможно, что после выполнения Кипром этих требований конфликт был бы исчерпан, однако в дело вмешалась королева-мать Элеонора Арагонская, давно мечтавшая отстранить от управления королевством своих деверей Жана и Жака де Лузиньянов и взять власть в свои руки при слабом и внушаемом короле Пьере II. Через своего отца, монаха-францисканца Педро Арагонского-Анжу, а также других своих представителей Элеонора стала жаловаться папе Григорию XI, что власть в королевстве фактически остается в руках бывшего регента Жана де Лузиньяна, который, помимо прочего, покрывает убийц её мужа короля Пьера I. В конце концов Элеонора добилась от папы римского разрешения позволить генуэзцам оказать ей военную помощь, чтобы вернуть власть законному королю и отомстить убийцам её мужа. Фактически Элеонора добилась согласия папы на интервенцию войск враждебно настроенного иностранного государства в свою собственную страну. Заручившись поддержкой римского папы, Элеонора получила политическую возможность обратиться за военной помощью также к своему кузену, королю Арагона Педро IV, и к королеве Неаполя Джованне I. Григорий XI приложил многочисленные усилия для примирения сторон как до, так и в ходе конфликта, желая перенаправить силы воюющих сторон против турок, однако его усилия оказались тщетны.

## Ход военных действий
В апреле 1373 года небольшая генуэзская эскадра из семи галер под командованием Дамиано Каттанео подошла к Фамагусте. Каттанео потребовал от кипрского короля уплаты компенсации ущерба размером в 350 тысяч дукатов и передачи замка Фамагусты под протекторат Генуи, однако ничего не добился и начал грабить окрестности Фамагусты. Кроме того, Каттанео совершил грабительские рейды на Лимасол и Пафос, которые захватил и сжёг. В августе того же года к Фамагусте подошёл генуэзский флот в составе 36 галер под командованием адмирала Пьетро ди Кампофрегозо, брата дожа Генуи Доменико ди Кампофрегозо (1371—1378).
В октябре 1373 года кипрские войска под командованием иерусалимского коннетабля Жака де Лузиньяна совершили успешную вылазку против высадившихся у Фамагусты генуэзцев, заставив их вернуться на свои галеры. После этого Жак, оставив короля в осажденной Фамагусте, отбыл в Никосию, где взял реальную власть над королевством в свои руки. Осаждённый король Пьер II согласился начать переговоры с Кампофрегозо в замке Фамагусты, однако во время этих переговоров генуэзцы вероломно захватили замок, а затем и весь город. Король Пьер, королева-мать Элеонора Арагонская, коннетабль Жан де Лузиньян и многие бароны королевства оказались пленниками генуэзцев. К концу 1373 года генуэзские войска захватили практически весь остров, включая столицу королевства Никосию.
Попавшие в плен король и королева-мать сразу же выразили готовность к сотрудничеству с захватчиками и были помещены под домашний арест. Элеонора Арагонская даже выразила надежду, что генуэзцы отомстят за убийство её мужа короля Пьера I. Коннетабль Жан де Лузиньян был брошен в темницу и закован в кандалы, однако через какое то время ему удалось бежать и укрепиться в замке Святого Иллариона в Киренийских горах. Его брат Жак де Лузиньян при приближении захватчиков к Никосии бежал вместе с семьёй и своими вассалами в Кирению. Король Пьер II отправил ему приказ явиться вместе со своими вассалами в Фамагусту, затем потребовал сдать Кирению генуэзцам, однако Жак стоически проигнорировал эти приказы. Коннетабля Жака де Лузиньяна активно поддерживало местное население Кирении, состоявшее, помимо греков, из армян и сирийцев. Жак успешно оборонял город и делал удачные вылазки против врага, самой значительной из которых был его поход на Никосию.
Его брат коннетабль Кипра Жан де Лузиньян также успешно оборонялся от генуэзцев в замке Святого Иллариона, неподалёку от Кирении. Захватчики даже привезли королеву Элеонору, которая безуспешно пыталась увещевать Жана сдать замок. Улучив удобный момент, королева вскоре сбежала в замок к Жану де Лузиньяну. Поняв бесплодность своих атак, генуэзцы отступили от гор Кирении. За Лузиньянами, таким образом, осталась наиболее укреплённая северная часть Кипра с портом Кирении. В феврале 1374 года генуэзцы предприняли последнюю отчаянную попытку захватить Кирению, однако опять потерпели неудачу. После этого в октябре 1374 года было подписано кипро-генуэзское мирное соглашение.
Вооружённый конфликт, начавшийся на территории Кипра со столкновения между представителями Венецианской и Генуэзской республик и, более того, по сути спровоцированный венецианцами, вылился в полноценную войну между Генуей и Кипрским королевством, в которой Венеция не приняла никакого участия.

## Последствия поражения Кипра
Кипро-генуэзская война принесла Кипрскому королевству экономические потери, от которых оно уже не смогло оправиться до конца своего существования. В октябре 1374 года было подписано кипро-генуэзское мирное соглашение, согласно которому король Пьер II брал на себя и своих преемников следующие обязательства:
1. Ежегодно выплачивать Генуэзской республике по 40 тысяч флоринов в качестве компенсации затрат на подавление антигенуэзских мятежей на Кипре;
2. В течение следующих 12 лет выплатить «Маоне Кипра» (своего рода акционерное общество, созданное в Генуе специально для сбора средств на войну с Кипром) контрибуцию в 2 012 400 золотых флоринов;
3. Выплатить к 1 декабря 1374 года 90 тысяч золотых флоринов на содержание генуэзского флота в портах Кипра;
4. Ежегодно выплачивать обещанные гражданам Генуэзской республики фьефы;
5. Возместить убытки, понесённые гражданами Генуэзской республики на Кипре во время войны;
6. Обеспечить генуэзским гражданам свободное передвижение и проживание на Кипре, гарантировать право иметь своего консула и подтвердить все прежние привилегии, гарантированные генуэзцам предыдущими королями Кипра;
7. Обеспечить генуэзским гражданам возможность свободно приобретать недвижимое имущество на острове Кипр и гарантировать защиту со стороны королевского суда им и их имуществу;
8. Передать Генуэзской республике Фамагусту со всей юрисдикцией над ней, кроме налоговых поступлений от города и порта, в качестве гарантии исполнения условий данного мирного соглашения. При этом король обязался ежегодно выплачивать 120 тысяч золотых флоринов на содержание города и крепости. Кроме того, в качестве гарантии исполнения соглашения отправить заложниками в Геную дядю короля Жака де Лузиньян, двух сыновей коннетабля Кипра Жана де Лузиньяна и нескольких кипрских рыцарей;
9. В случае неисполнения условий данного мирного соглашения передать в залог все Кипрское королевство, а Фамагусту оставить в руках генуэзцев;
10. Передать замок Буффавенто под контроль рыцарей ордена госпитальеров для обеспечения большей безопасности на острове[13].

В результате подписания этого соглашения король Кипра обязался за 12 следующих лет выплатить Генуэзской республике в общей сложности 4 022 400 золотых флоринов (что соответствовало 16 089 600 кипрским белым безантам). Это помимо ежегодных выплат фьефов и компенсаций ущерба генуэзским гражданам, сумма которых не уточнялась. Выполнение условий этого мирного соглашения было не просто слишком обременительно для Кипрского королевства, оно было объективно неосуществимо.
Однако и эти кабальные условия оказались не окончательными. Поскольку Кипр в последующие годы практически не исполнял финансовую часть условий мирного соглашения 1374 года, после смерти короля Пьера II новый король Жак I де Лузиньян, находившийся в Генуе в качестве заложника, 19 февраля 1383 года подписал новый договор, вносивший существенные дополнения в предыдущий:
1. Фамагуста и прилегающий к ней район теперь уже полностью передавались Генуэзской республике со всеми правами, налогами и габеллами;
2. Кирения передавалась генуэзцам в залог в качестве обеспечения исполнения условий договора;
3. Фамагуста объявлялась единственным портом Кипра, в который вправе были заходить иностранные суда, за исключением следовавших из Турции (им можно было заходить ещё и в Кирению);
4. Произведённая на Кипре продукция могла также загружаться на корабли в порте Лимасола;
5. Все генуэзские фьефы на Кипре должны были быть выплачены с 5-процентной неустойкой за каждый год просрочки их выплаты;
6. Генуэзская республика в свою очередь обязалась не возводить на острове никаких крепостей, кроме крепости Фамагусты;
7. Кипрские рыцари сохраняли все свои прежние владения.

Кроме того, новый король должен был выплатить республике 852 тысячи золотых флоринов в качестве выкупа за своё освобождение. Дальнейшее развитие событий показало, что и эти финансовые обязательства никогда не были выполнены кипрской стороной.
Отторжение от Кипрского королевства его главного торгового порта Фамагусты, приносившего основную часть поступлений в казну, и наложение огромной контрибуции, поставившей королевство на грань банкротства, привело к тому, что Кипр попал в непреодолимую финансовую зависимость от Генуи и Венеции. Последствия кипро-генуэзской войны были столь разрушительны для Кипрского королевства, выразились в таких материальных потерях и убытках, что королевство не смогло уже вернуться на предыдущий уровень экономического развития и политического могущества вплоть до конца своего существования в 1489 году.